# Hirschberg (Saale)
Pour les articles homonymes, voir Hirschberg.
Hirschberg est une ville allemande située en Thuringe dans l'arrondissement de Saale-Orla. Elle est située sur la rivière Saale, à vingt kilomètres au sud de Schleiz.